# جيسيكا هودجينز
جيسيكا هودجينز هي عالمة روبوت أمريكية وباحثة وأستاذة في جامعة كارنيغي ميلون؛ كما تشغل منصب أستاذة أيضا في معهد الروبوتات وكلية علوم الحاسب الآلي. وهي أيضا نائبة رئيس الأبحاث في قسم البحوث الخاص بشركة ديزني ومدير مختبرات ديزني للبحوث في بيتسبرغ بلوس أنجلوس.

## النشأة والتعليم
ولدت جيسيكا هودجينز في أوربانا ولها شقيقين أودري وفرانك هودجينز؛ أودري كان كاتب مقالات حيث تم نشر مقالاته في العديد من الصحف والمجلات؛ أما فرانك فقد حصل على زمالة لطلاب الدراسات العليا في اللغة الإنجليزية في جامعة إلينوي. حضرت هودجينز المدرسة الثانوية في أوربانا، ثم نالت شهادة البكالوريوس في الرياضيات من جامعة ييل، وذهبت لإكمال دراستها بهدف نيل شهادة الدكتوراه في علوم الكمبيوتر من جامعة كارنيجي ميلون في عام 1989.

## المسيرة المهنية
كانت هودجينز أستاذة مشاركة ومساعدة عميد كلية الحاسبات في معهد جورجيا التقني من عام 1998 إلى عام 2000، كما كانت رئيسة تحرير مجلة المعاملات التابعة لرابطة مكائن الحوسبة حيث اختصت في مجال رسوميات الحاسوب من عام 2000 إلى عام 2002 ثم شغلت منصب رئيس تحرير مجلة الرسوميات التابعة أيضا لرابطة مكائن الحوسبة في عام 2003، ثم أصبحت في وقت لاحق أستاذة في جامعة كارنيجي ميلون منذ عام 2000.

### البحث في ديزني
انضمت هودجينز لمركز البحوث في شركة ديزني في عام 2008، وركزت في أبحاثها على التقاط الحركة وتطوير تقنيات الكمبيوتر في الرسوم المتحركة. في عام 2012 كانت جزءا من فريق تطوير أثبت تقنية التقاط الحركة بالنيابة من خلال كاميرا واحدة وبدون حاجة لأي علامات مائية أو تعديلات ببرامج التعديل على الصور والفيديو.

## الجوائز
حصلت هودجينز على جائزة التميز للشباب كما حصلت من قَبل على زمالة سلون. في عام 2010 حصلت على جائزة من رابطة مكائن الحوسبة بسبب إسهاماتها الكبيرة في علم رسومات الحاسوب.